# 키르기스스탄 국가 올림픽 위원회
키르기스스탄 국가 올림픽 위원회(키르기스어: Кыргызстан улуттук олимпиада комитети, 영어: National Olympic Committee of the Republic of Kyrgyzstan)는 키르기스스탄을 대표하는 국가 올림픽 위원회이다. IOC 코드는 KGZ이다. 본부는 비슈케크에 있다.
1991년에 설립했으며 1993년에 국제 올림픽 위원회의 승인을 받았다. 올림픽, 아시안 게임을 비롯한 국제 스포츠 대회에 참가하는 키르기스스탄의 선수들을 대표한다.

## 같이 보기
- 올림픽 키르기스스탄 선수단